# 松谷創一郎
松谷 創一郎（まつたに そういちろう、1974年 - ）は、日本のジャーナリスト。

## 来歴・人物
広島県広島市出身。中央大学大学院文学研究科社会情報学専攻博士後期課程単位取得退学。社会情報学修士。専門は文化社会学、社会情報学。芸能全般やファッション、スポーツ、社会現象、ネットなど、文化やメディアについて執筆している。

## 著作

### 単著
- 『ギャルと不思議ちゃん論 女の子たちの三十年戦争』原書房、2012年8月。ISBN 9784562048588。
- 『SMAPはなぜ解散したのか』SBクリエイティブ〈SB新書〉、2017年1月。ISBN 978-4797389876。

### 共著
- 『文化社会学の視座 のめりこむメディア文化とそこにある日常の文化』南田勝也・辻泉編著、ミネルヴァ書房、2008年5月、ISBN 978-4623051588
- 『最新コンテンツビジネスのすべてがわかる本』コンテンツビジネス調査研究会編著、日本能率協会マネジメントセンター、2008年10月、ISBN 978-4820745327
- 『どこか〈問題化〉される若者たち』羽渕一代編著、恒星社厚生閣、2008年10月、ISBN 978-4769910879
- 『ポスト〈カワイイ〉の文化社会学 女子たちの「新たな楽しみ」を探る』吉光正絵・池田太臣・西原麻里編著、ミネルヴァ書房、2017年4月、ISBN 978-4623078301

## 出演

### ラジオ
- 『Nらじ』（NHKラジオ第1放送）[1]